# ルチアーノ・エンメル
ルチアーノ・エンメル（Luciano Emmer, 1918年1月19日 - 2009年9月16日）は、イタリアの映画監督、脚本家、映画プロデューサーである。

## 人物・来歴
1918年（大正7年）1月19日、イタリアのロンバルディア州ミラノに生まれる。
1941年（昭和16年）、初めてのドキュメンタリー短篇映画を監督する。
1947年（昭和22年）、ヴェネツィア国際映画祭で『ヴェスナ』が金獅子賞にノミネートされる。1949年（昭和24年）、『ラグーンの島』でナストロ・ダルジェント賞最優秀ドキュメンタリー賞を受賞する。1950年（昭和25年）、『八月の日曜日』でロカルノ国際映画祭特別賞を受賞する。1951年（昭和26年）、『失われた楽園』で第1回ベルリン国際映画祭で銅賞を受賞した。1952年（昭和27年）には、『ピクトゥーラ』でゴールデングローブ賞特別賞を受賞した。1956年（昭和31年）、『ピカソ この天才を見よ』で、カルロヴィ・ヴァリ国際映画祭最優秀ドキュメンタリー賞を受賞した。
2003年（平成12年）には、『水…火』で、ヴェネツィア国際映画祭パジネッティ賞を受賞した。
2009年（平成21年）9月16日、ローマ市内の病院で死去した。満91歳没。死去に際して、イタリアの文化財・文化活動省大臣のサンドロ・ボンディが哀悼の意を表した。

## おもなフィルモグラフィ
- 『ヴェスナ』 Vesna : 1947年
- 『ゴヤ 戦争の災害/聖イシドーロ祭』、撮影マリオ・バーヴァ
- 『八月の日曜日』 Domenica d'agosto : 1950年
- Parigi è sempre Parigi : 1951年
- 『ピクトゥーラ』 Pictura : 1951年
- Le ragazze di Piazza Spagna : 1952年
- 『大氷原』 Eroi dell'Artide : 1953年
- 『ピカソ この天才を見よ』 Picasso : 1954年
- 『高校三年』 Terza Liceo : 1954年
- Il bigamo : 1956年
- Il momento più bello : 1957年
- 『飾り窓の女』 La Fille dans la vitrine : 1960年
- 『水…火』 L'acqua... il fuoco : 2003年

## 註
1. 1 2 3  EMMER: IL CORDOGLIO DI SANDRO BONDI, stato-oggi.it, 2009年9月18日閲覧。
2. ↑  Addio a Emmer, cantore di Masolino, Satelios News, 2009年9月18日閲覧。